# سامسونگ گلکسی آ۱۳
سامسونگ گلکسی آ۱۳ (انگلیسی: Samsung Galaxy A13) یک تلفن هوشمند اندرویدی است که توسط سامسونگ الکترونیکس ساخته شده‌است. این گوشی دارای دوربین عقب ۳ گانه با دوربین اصلی ۵۰ مگاپیکسلی، صفحه نمایش ۶٫۵ اینچی (۱۷۰ میلی‌متری) Infinity-V با وضوح HD+ و باتری غیرقابل تعویض لیتیوم پلیمری با ظرفیت ۵۰۰۰ میلی‌آمپر ساعت است. این گوشی با اندروید ۱۱ و رابط‌کاربری وان یوآی کور ۳٫۱ عرضه می‌شود و در زمان عرضه، ارزان‌ترین گوشی هوشمند سامسونگ بود که از ۵جی پشتیبانی می‌کرد.

## بازتاب‌ها
ورج، گلکسی آ۱۳ ۵جی را یک گوشی اقتصادی با مشخصات خوب توصیف کرد و گفت که این دستگاه عمر باتری و عملکرد خوبی دارد، اما نمایشگر و دوربین آن ضعیف است.

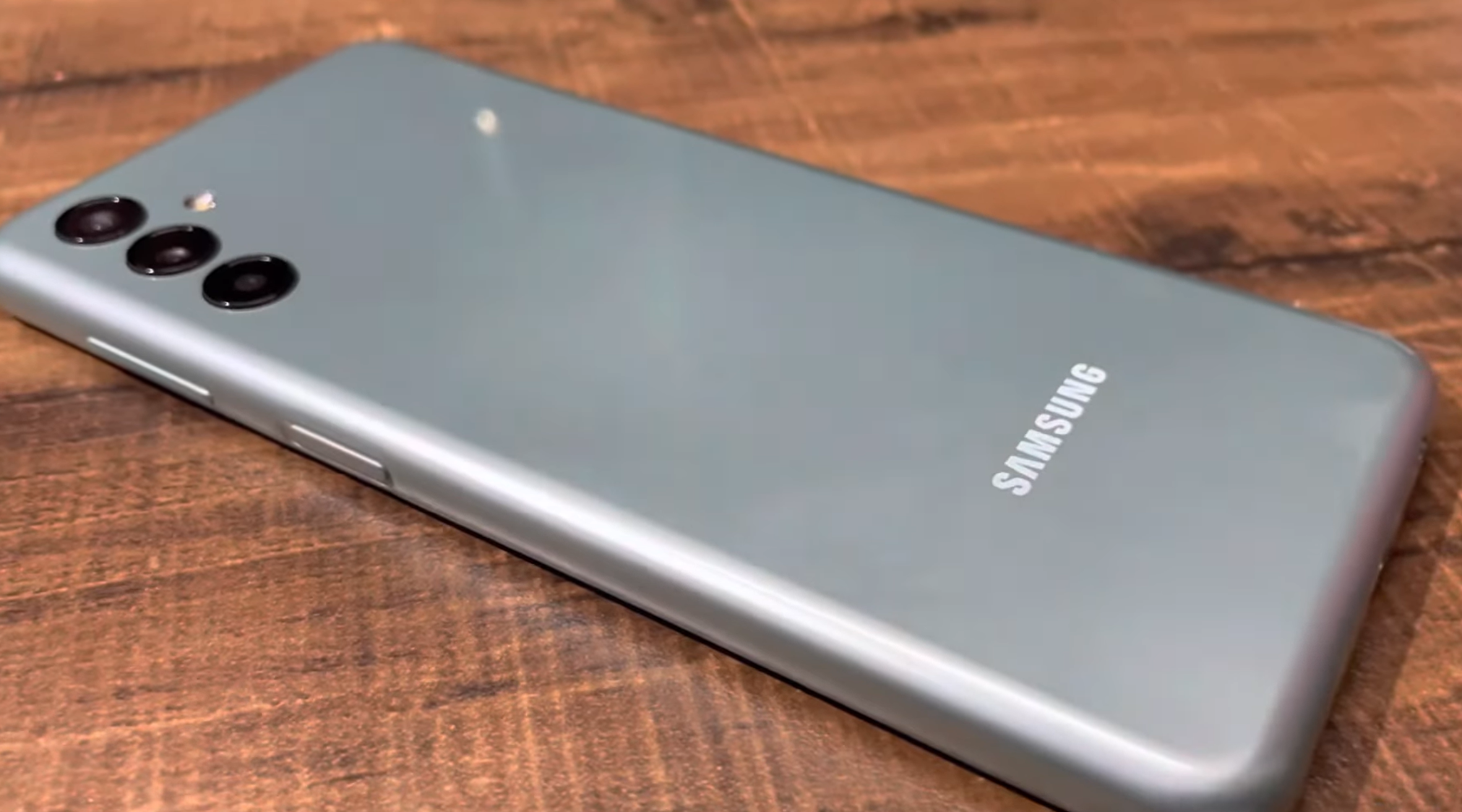
Samsung galaxy A13 5G